# تن‌پوش خواب
جامه خواب (به انگلیسی: Nightwear) تنپوشی است که برای زمان خواب طراحی گشته‌است. سبک جامه خواب با فصل متناسب می‌باشد. گاهی جامه‌ها خنک تر و گاهی گرم تر می‌شود.